# نهر الكدية
نهر الكدية هو نهر رافد لنهر غوادالميث في ثيوداد ريال يوجد في وادي الكدية في إسبانيا.